# Zweiffel (Adelsgeschlecht)

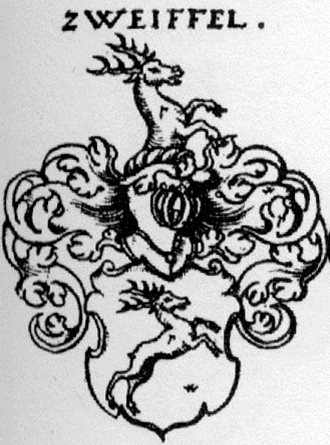
Stammwappen der Herren von Zweiffel in Siebmachers Wappenbuch (spiegelverkehrt)

Zweiffel, auch Zweifel, Zwyffel, Zwyvel, ist der Name eines alten Adelsgeschlechts im Herzogtum Berg. 

## Name, Besitzungen und Ämter
Der Name leitet sich möglicherweise ab von der Burg Zweiffel in Herrenstrunden, die vor 1806 zu den landtagsfähigen Rittersitzen des Herzogtums Berg zählte. Die Familie hatte zeitweise Besitztümer in Köln-Brück, Leverkusen (Schloss Morsbroich), Lohmar (Haus Sülz), Müllekoven, Siegburg, Troisdorf (Burg Wissem) und Köln-Wahn (damalige Burg Wahn), Wermelskirchen, Hückeswagen und Remscheid. Sie waren Collatoren der Katharinen-Vikarie in Lennep und eine Memorie in der Kirche zu Hückeswagen. 
Verschiedene Namensträger waren Inhaber von Verwaltungsämtern im Herzogtum Berg, z. B. Landrentmeister, Vögte der Abtei Michaelsberg, Schultheißen im Amt Porz und in Siegburg, Landdinger in Amt Blankenberg. Amtmann zu Solingen und Hückeswagen und Zöllner zu Lennep und Wermelskirchen.
Ein Zweig des Geschlechts konnte sich im Mittelalter auch im nordöstlichen Deutschordensstaat ausbreiten.

## Namensträger
- Johann Christian von Zweiffel (1745–1817), preußischer Generalmajor